# 沙溪乡 (峨眉山市)
沙溪乡，是中华人民共和国四川省乐山市峨眉山市曾经下辖的一个乡。2019年12月，撤销沙溪乡，将其所属行政区域划归高桥镇管辖。

## 行政区划
沙溪乡撤销前下辖以下地区：
连峨村、袁岗村、桃林村、大岗村、回龙村、兴宏村、林坝村、七里村和新路村。